# Огњен Копуз
Огњен Копуз (Мркоњић Град, 3. октобар 1977) je српски глумац и позоришни продуцент. Члан је Народног позоришта Републике Српске од 2003.

## Живот
Рођен је 1977. године у Мркоњић Граду. Завршио је Академију умјетности у Бањалуци 2005. године у класи Петра Краља и Светозара Рапајића. Од 1997. је био глумац Дјечијег позоришта Републике Српске, а 2002. године је прешао у Народно позориште Републике Српске (НПРС). Стални члан ансамбла НПРС је постао 2006. Глумио је у неколико филмова и већем броју позоришних представа, од којих је неке и сам продуцирао.

## Улоге

### Филм
| Год.  | Назив                           | Улога               |
| ----- | ------------------------------- | ------------------- |
| 2011. | Топ је био врео (Бобан Скерлић) | Ибро                |
| 2010. | Неке друге приче (А. М. Роси)   | Болничар            |
| 2008. | Турнеја (Горан Марковић)        | Војник Миле деминер |
| 2004. | Знак (Наталија Шурлан)          | Човјек              |
| 2004. | (Драго Вејновић)                | Војник              |
| 2003. | Рецке (Младен Ђукић)            | Мусле               |